# ランピョーネ島
ランピョーネ島（イタリア語: Isola di Lampione）は、地中海のシチリア海峡にある、イタリア領の島。ペラージェ諸島を構成する島の一つである。面積は0.12km2、最高地点は36m。無人島であり、全域が自然保護区となっている。

## 名称
標準イタリア語以外では以下の名称を持つ。
- シチリア語: Lampiuni
- 英語: Lantern

島の名は、この島にある灯台に由来している。

## 地理
ランペドゥーザ島およびリノーザ島とともにペラージェ諸島を構成する。行政上はシチリア州アグリジェント県のランペドゥーザ・エ・リノーザというコムーネ（基礎自治体）に属する。ランペドゥーザ島西端から西北西へ約18km、リノーザ島から西南へ約60km、チュニジアのボン岬半島から東へ約120km、シチリア島のアグリジェントから南西へ約120km、パンテッレリーア島から南南東へ約135km隔たっている。
伝説によると、ランピョーネ島はサイクロプスの手からこぼれた岩から出来たとされている。住民は居らず、人の痕跡はこの島の名前の元にもなった何年も前に停止した灯台のみとなっている。

## 自然
この小島はペラージェ諸島保護海域の中にあり、完全自然保護区域となっている。植物相と動物相が全域で保護されているため、島内では学術研究以外の活動は認められていない。
多くの渡り鳥が定期的にここに訪れる。さらに陸棲甲殻類の固有種armadillidium hirtum pelagicumが生息する。海域にはサメ、特にメジロザメ、他にもハタやイセエビや黄色や薄赤色のサンゴの一種などが集まっている。